# アニ帯
『アニ帯』（アニおび）は、北陸朝日放送〈HAB〉（以下「本局」）で放送されていた石川ローカル深夜アニメの放送枠である。

## 概要
2020年7月から火曜未明〈月曜深夜〉 - 金曜未明〈木曜深夜〉の帯枠として設けられた。北陸地方における深夜アニメレーベルとしては、福井テレビで放送された『アニメ魂』枠の放送（2007年1月 - 2008年9月）以来11年9ヶ月ぶりである（ただし、『アニメ魂』枠は複数の放送局で放送された）。
本枠では『BanG Dream!シリーズ』が放送されたり、本枠とは別の枠での放送ではあるがブシロード関連の実写番組（また、これに内包されているりばあす）が放送されるなど、ブシロード関連の作品が大半を占めていた。ちなみに、ブシロード創設者であり現・代表取締役会長である木谷高明は金沢市出身である。
また、土曜未明〈金曜深夜〉では毎月末金曜にテレビ朝日系列で放送される『朝まで生テレビ！』を放送する都合上、未編成となっていた（これは、テレビ朝日系列局である長崎文化放送『あに。』枠（ただし、2020年7月期と同年2020年10月期のみ土曜未明枠にも設置）も同様）。
2020年9月に『BanG Dream!』シリーズの放送が終了すると、約1か月～2ヶ月のブランクののち、10月から『アサルトリリィ BOUQUET』が日曜未明（土曜深夜）で、11月から『D4DJ First Mix』が月曜未明（日曜深夜）で開始し、帯枠での放送は終了した。

## 放送作品一覧
放送されるのは上記の通り火曜未明〈月曜深夜〉 - 金曜未明〈木曜深夜〉だが、時間に関しては放送作品や曜日などによって変動がある。
特色として、放送されたアニメは全て『BanG Dream!シリーズ』であり、2nd Season以外は既に石川県内で本放送済みのシーズンを数ヶ月遅れで再放送されたものだった。

### 放送終了
| 作品名                 | 放送期間                | 放送時間    | 製作局or放送形態 | 備考                                                        |
| ---------------------- | ----------------------- | ----------- | ---------------- | ----------------------------------------------------------- |
| BanG Dream!            | 2020年7月7日 - 7月28日  | 3:10 - 3:40 | TOKYO MX         | 北陸放送で放送済み（3ヶ月遅れ）。 月曜は2:55 - 3:25に放送。 |
| BanG Dream! 2nd Season | 2020年7月29日 - 8月19日 | 3:25 - 3:55 | TOKYO MX         | 石川県では初放送（1年7ヶ月遅れ） 月曜は2:55 - 3:25に放送。  |
| BanG Dream! 3rd Season | 2020年8月20日 - 9月10日 | 3:25 - 3:55 | TOKYO MX         | 本局では2020年1月期に本放送。 月曜は2:55 - 3:25に放送。     |

## 「アニ帯」関連枠以外での放送番組
| 作品名         | 放送期間                     | 放送時間    | 製作局or放送形態 | 備考                                                                                     |
| -------------- | ---------------------------- | ----------- | ---------------- | ---------------------------------------------------------------------------------------- |
| 週刊ブシロード | 2020年7月2日 - 2021年3月30日 | 1:25 - 1:30 |                  | 実写番組。りばあすを番組内に内包。 2021年1月5日より『週刊ブシロード リターンズ』に改題。 |